# 음력 3월 24일
음력 3월 24일은 음력 3월의 24번째 날이다.

## 사건
- 1185년 - 단노우라 전투, 다이라 가문이 멸망하였다.

## 탄생
- 1971년 - 대한민국의 작곡가 유희열.
- 1990년 - 대한민국의 배우 임수향.

## 사망
- 1185년 - 일본의 제81대 천황 안토쿠
- 1446년 - 조선 세종비 소헌왕후.

## 같이 보기
- 음력 360일: 1월 2월 3월 4월 5월 6월 7월 8월 9월 10월 11월 12월
- 전날:3월 23일 다음날:3월 25일 - 전달:2월 24일 다음달:4월 24일
- 양력:3월 24일
- 음력, 윤달